# Este (Italia)
Este es una comuna de 16.877 habitantes en la provincia de Padua. 

## Geografía
La comuna de Este está situada en el flanco meridional de las Colinas Euganeas y está a una distancia de 32 km de Padua y a 24 km de Rovigo. Se puede acceder por la autovía (A13 Bolonia-Padua), saliendo por Monselice e incorporándose a la carretera regional 10 en dirección a Mantua.

## Evolución demográfica
| Gráfica de evolución demográfica de Este entre 1861 y 2001 |
|                                                            |
| Fuente ISTAT - elaboración gráfica de Wikipedia            |

## Ciudades hermanadas
Estas son las ciudades hermanadas de Este:
- Fiume, Croacia;
- Pertuis, Francia;
- Leek, Reino Unido;
- Bad Windsheim, Alemania;
- Tapolca, Hungría.